# Eugene W. Beier
Eugene William Beier (Harvey, 30 de enero de 1940) es un físico estadounidense.

## Biografía

### Primeros años
Recibió en 1961 su licenciatura en la Universidad Stanford, una maestría en 1963 y un doctorado en 1966, con el asesor Louis J. Koester, de la Universidad de Illinois en Urbana-Champaign con su tesis titulada Una búsqueda de leptones pesados usando un contador Cherenkov diferencial. En 1967 se convirtió en profesor asistente y en 1979 en profesor titular en la Universidad de Pensilvania.

### Carrera
Ha trabajado, desde finales de los años 1970, en la física de neutrinos, primero en el Laboratorio Nacional de Brookhaven (Experimento 734) y luego, a partir de 1984, en el equipo científico de Kamiokande II.

En 1984, el profesor Beier se unió a otros científicos de la Universidad de Pensilvania y de un grupo de instituciones japonesas en el experimento Kamiokande II. El objetivo de este trabajo era utilizar el sol como fuente de neutrinos para estudiar sus propiedades fundamentales. Esta colaboración fue bastante exitosa, resultando en 1) la observación de neutrinos de la supernova SN1987a, 2) la primera medición directa de neutrinos emitidos por el Sol, y 3) la observación de un resultado inesperado en la proporción de interacciones entre neutrinos electrónicos y neutrinos muónicos de neutrinos de rayos cósmicos producidos en la atmósfera terrestre. En 1998, la colaboración Super-Kamiokande determinó que el efecto de los neutrinos atmosféricos se debía a oscilaciones de neutrinos.

En 1987, se unió al equipo científico del Observatorio de Neutrinos de Sudbury (SNO). Fue coportavoz de los colaboradores estadounidenses (junto con RGH Robertson de la Universidad de Washington) que trabajaban en el Observatorio de Neutrinos de Sudbury. El equipo científico de SNO proporcionó pruebas sólidas de la transformación del sabor de los neutrinos solares. Esta transformación de sabor implica que los neutrinos tienen masas distintas de cero. El flujo total de todos los tipos de neutrinos medidos por SNO concuerda bien con los mejores modelos teóricos del Sol.
Su investigación actual aborda la cuestión de si los neutrinos son sus propias antipartículas; La investigación implica la búsqueda de la rara (y quizás completamente hipotética) desintegración doble beta sin neutrinos que ocurre dentro de los núcleos atómicos.
En 2010 recibió el Premio Panofsky. Además, fue presidente de la División de Partículas y Campos de la Sociedad Estadounidense de Física en 2000. Fue miembro del Comité Internacional para Futuros Aceleradores 1998-2000. Durante el año académico 1998-1999 fue becario Guggenheim. Es miembro de la Sociedad Estadounidense de Física. En 1989 se concedió el Premio Bruno Rossi al equipo Kamiokande II (y al equipo Irvine-Michigan-Brookhaven).
El trabajo de Kamiokande II y especialmente la observación de la Supernova 1987a llevaron a la concesión del Premio Nobel de Física de 2002 a Masatoshi Koshiba. El trabajo Kamiokande II se amplió con el trabajo de 1998 de SuperKamiokande, junto con el trabajo del equipo científico en Sudbury. Observatorio de Neutrinos, propició la concesión del Premio Nobel de Física en 2015 a Takaaki Kajita y Arthur B. McDonald.

## Publicaciones seleccionadas
- New Limit on the Strength of Mixing between νμ and νe, L. A. Ahrens, et al., (Brookhaven E734 Collaboration), Phys. Rev. D 31, 2732-36 (1985). doi 10.1103/PhysRevD.31.2732
- Measurement of Neutrino-Proton and Antineutrino-Proton Elastic Scattering, L. A. Ahrens, et al., (Brookhaven E734 Collaboration), Phys. Rev. D 35, 785-809 (1987). doi 10.1103/PhysRevD.35.785
- Observation of a Neutrino Burst From the Supernova SN1987A, K. Hirata, et al., (Kamiokande II Collaboration), Phys. Rev. Lett. 58, 1490-93 (1987). doi 10.1103/PhysRevLett.58.1490
- Experimental Study of the Atmospheric Neutrino Flux, Kamiokande-II Collaboration (K.S. Hirata (Tokyo U., ICEPP) et al.). 1988. 17 pp. Published in Phys. Lett. B 205 (1988) 416 doi 10.1016/0370-2693(88)91690-5
- Determination of electroweak parameters from the elastic scattering of muon neutrinos and antineutrinos on electrons, L.A. Ahrens, et al., (Brookhaven E734 Collaboration), Phys. Rev. D 41 3297-3316, (1990). doi 10.1103/PhysRevD.41.3297
- Real-time, directional measurement of 8B solar neutrinos in the Kamiokande II detector, K.S. Hirata, et al., (Kamiokande II Collaboration), Phys. Rev. D 44, 2241-60 (1991). doi 10.1103/PhysRevD.44.2241
- Observation of a small atmospheric muon-neutrino / electron-neutrino ratio in Kamiokande, Kamiokande-II Collaboration (K.S. Hirata (Tokyo U., ICRR) et al.). Jan 1992. 13 pp. Published in Phys. Lett. B 280 (1992) 146-152 doi 10.1016/0370-2693(92)90788-6
- Atmospheric νμ/νe Ratio in the multi-GeV Range, Y. Fukuda, et al., (Kamiokande II Collaboration), Phys. Lett. B 335, 237-245 (1994). doi 10.1016/0370-2693(94)91420-6
- The Sudbury neutrino observatory, SNO Collaboration (J. Boger (Brookhaven) et al.). Oct 1999. 58 pp. Published in Nucl. Instrum. Methods A 449 (2000) 172-207 doi 10.1016/S0168-9002(99)01469-2
- Measurement of the Rate of νe + d —> p + p + e– Interactions Produced by 8B Solar Neutrinos at the Sudbury Neutrino Observatory,  Q.R. Ahmad et al. (the SNO Collaboration), Phys. Rev. Lett., 87071301/1-6 (2001). doi 10.1103/PhysRevLett.87.071301
- Direct evidence for neutrino flavor transformation from neutral-current interactions in the Sudbury Neutrino Observatory, Q.R. Ahmad, et al. (The SNO Collaboration), Phys. Rev. Lett. 89 011301/1-6 (2002). doi 10.1103/PhysRevLett.89.011301
- Measurement of day and night neutrino energy spectra at SNO and constraints on neutrino mixing parameters, Q.R. Ahmad, et al. (The SNO Collaboration), Phys. Rev. Lett. 89 011302/1-5 (2002). doi 10.1103/PhysRevLett.89.011302
- Measurement of the total active 8B solar neutrino flux at the Sudbury Neutrino Observatory with enhanced neutral current sensitivity
- SNO Collaboration (S.N. Ahmed et al.). Sep 2003. 5 pp. Published in Phys. Rev. Lett. 92 (2004) 181301 doi 10.1103/PhysRevLett.92.181301
- Aharmim, B.; Ahmed, S. N.; Anthony, A. E.; Beier, E. W. et al. (30 de noviembre de 2005). «Electron energy spectra, fluxes, and day-night asymmetries of8B solar neutrinos from measurements with NaCl dissolved in the heavy-water detector at the Sudbury Neutrino Observatory». Physical Review C (American Physical Society (APS)) 72 (5): 055502. Bibcode:2005PhRvC..72e5502A. ISSN 0556-2813. arXiv:nucl-ex/0502021. doi:10.1103/physrevc.72.055502.